# 7天酒店

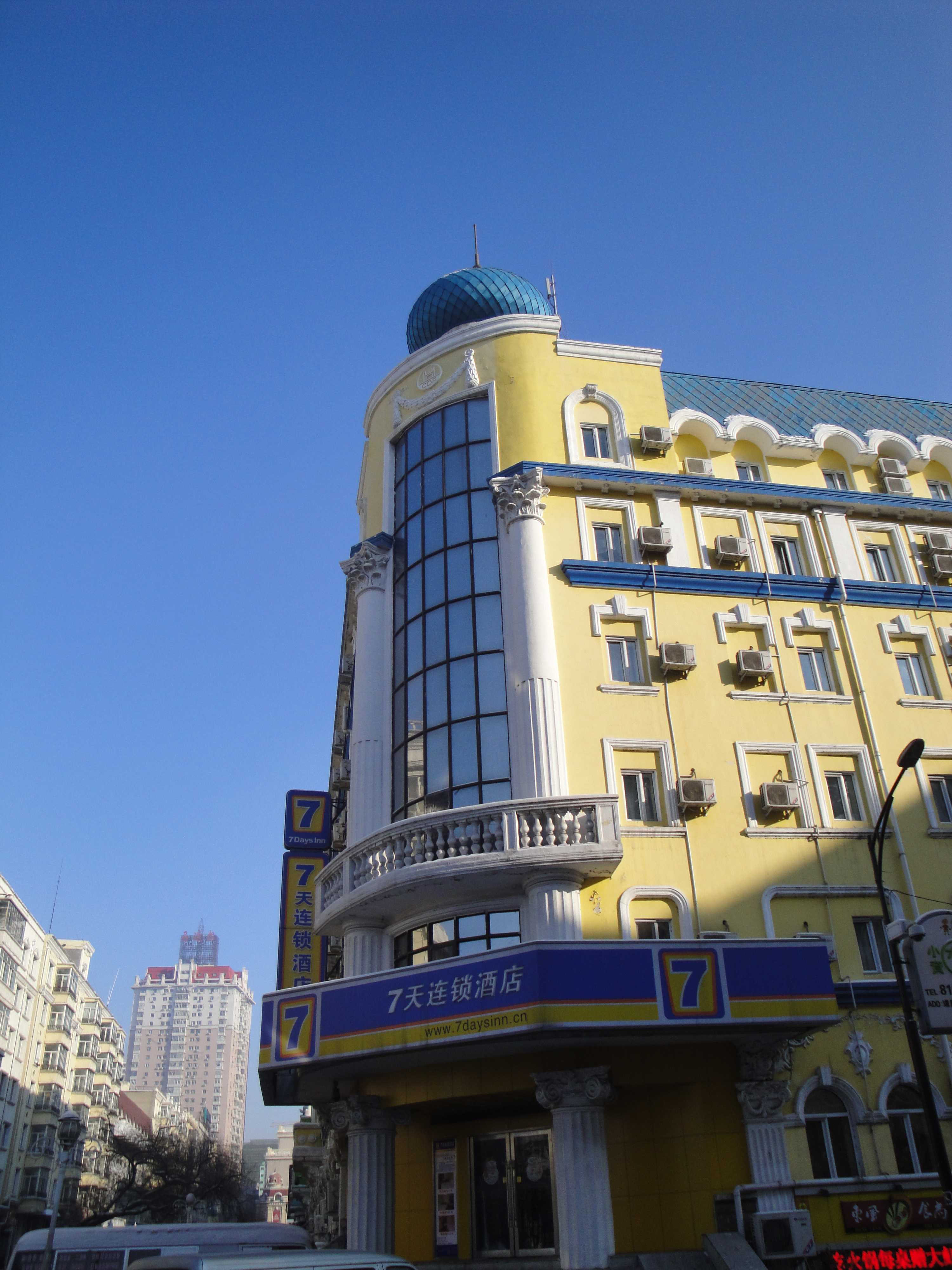
7天酒店 - 哈尔滨市道里区

7天连锁酒店集团 (英文: 7 Days Group Holdings Limited)或7天酒店(7 Days Inn)是中国的一家经营经济型连锁酒店的公司，总部在中国广州市。

## 历史

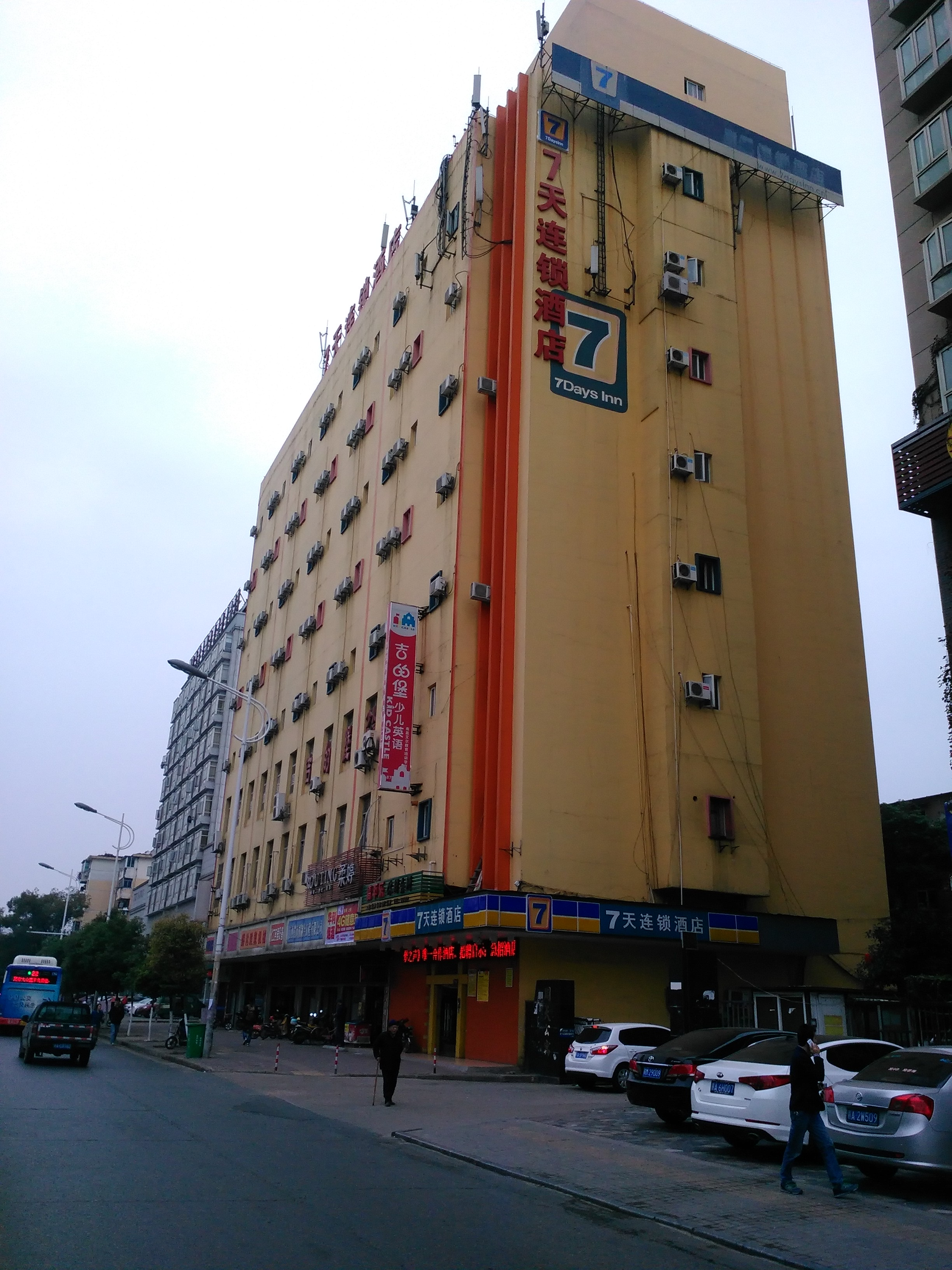
南昌店

2005年，7天连锁酒店集团成立，并在广州北京路开设第一家分店。2007年，该公司分店超过100间。2009年11月20日，该公司在美国纽约证券交易所上市（股票代码：SVN），是第一家登陆纽交所的中国酒店集团。
2013年铂涛集团成立，并私有化收购7天连锁酒店集团。于是7天酒店选择从纽交所退市。2014年，7天酒店在泰国清迈和马六甲开设分店。2015年9月，上海錦江國際酒店發展股份有限公司計劃以82.6937億元人民幣，收購經營7天連鎖酒店的母公司Keystone Lodging Holdings超過81%股權。

## 分店
截至2014年，已在全国开设超过2000家分店，覆盖国内超过300个主要城市。7天连锁酒店亦在泰国清迈和马六甲分别开设一间分店。